# Onychosepalum
Onychosepalum là một chi thực vật có hoa trong họ Restionaceae.